# Colletes judaicus
Colletes judaicus là một loài Hymenoptera trong họ Colletidae. Loài này được Noskiewicz mô tả khoa học năm 1955.

## Hình ảnh

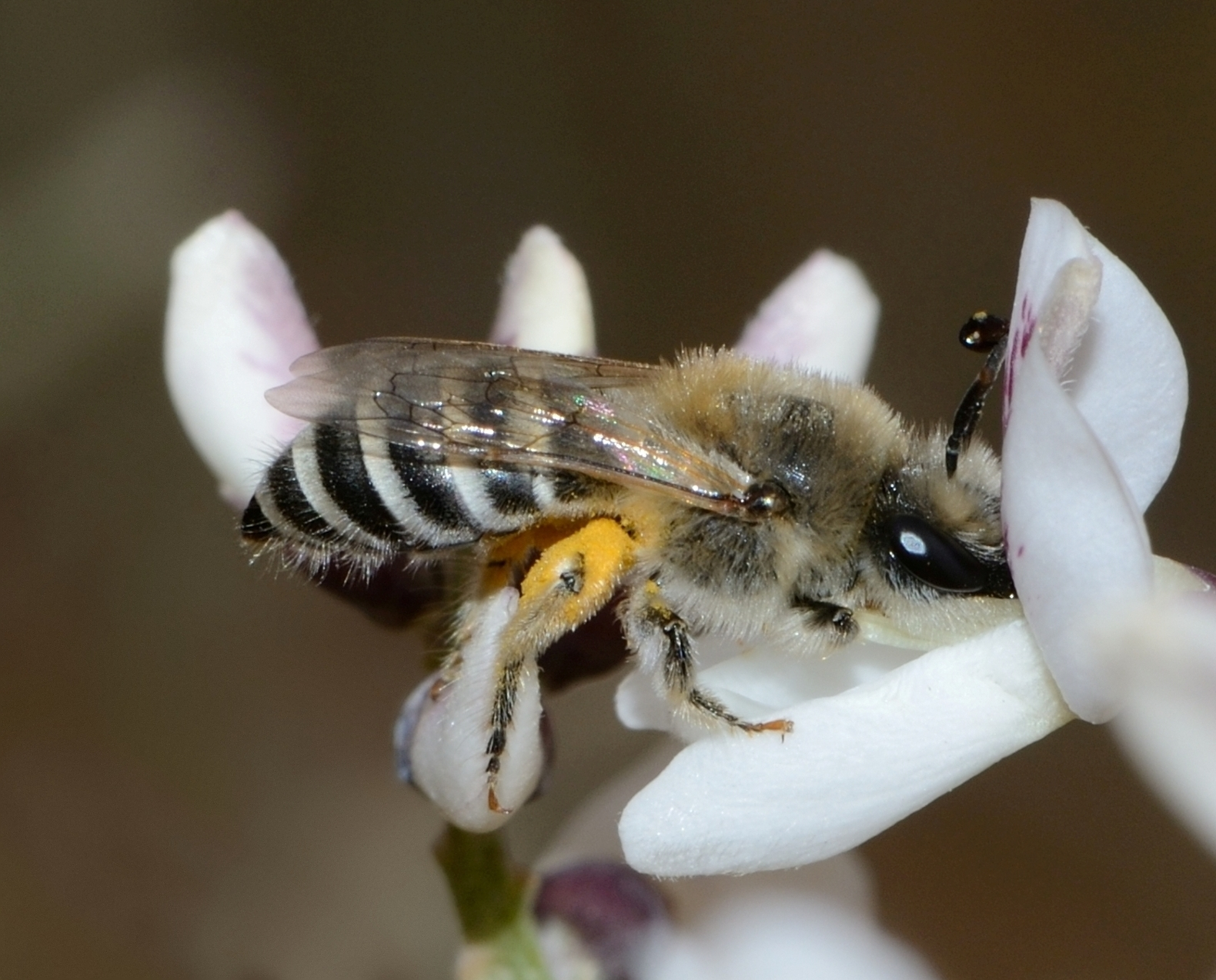